# Churchill Cup 2008
La Churchill Cup 2008 fue la sexta edición de la competencia de rugby hoy extinta.
Comenzó el 7 de junio y terminó el 21 del mismo mes. 

## Posiciones

### Grupo A
| Pos. | Equipo         | Encuentros | Encuentros | Encuentros | Encuentros | Tantos  | Tantos    | Tantos     | Puntos |
| Pos. | Equipo         | jugados    | ganados    | empatados  | perdidos   | a favor | en contra | diferencia | Puntos |
| ---- | -------------- | ---------- | ---------- | ---------- | ---------- | ------- | --------- | ---------- | ------ |
| 1    | England Saxons | 2          | 2          | 0          | 0          | 93      | 22        | + 71       | 10     |
| 2    | Irlanda A      | 2          | 1          | 0          | 1          | 58      | 43        | + 15       | 5      |
| 3    | Estados Unidos | 2          | 0          | 0          | 2          | 19      | 105       | - 86       | 0      |

| 7 de junio | Estados Unidos | 10 – 59 | England Saxons |  |  |

| 11 de junio | Irlanda A | 46 – 9 | Estados Unidos |  |  |

| 14 de junio | Irlanda A | 12 – 34 | England Saxons |  |  |

### Grupo B
| Pos. | Equipo       | Encuentros | Encuentros | Encuentros | Encuentros | Tantos  | Tantos    | Tantos     | Puntos |
| Pos. | Equipo       | jugados    | ganados    | empatados  | perdidos   | a favor | en contra | diferencia | Puntos |
| ---- | ------------ | ---------- | ---------- | ---------- | ---------- | ------- | --------- | ---------- | ------ |
| 1    | Escocia A    | 2          | 2          | 0          | 0          | 51      | 34        | + 17       | 10     |
| 2    | Argentina XV | 2          | 1          | 0          | 1          | 41      | 43        | - 2        | 6      |
| 3    | Canadá       | 2          | 0          | 0          | 2          | 26      | 41        | - 15       | 1      |

| 7 de junio | Escocia A | 24 – 10 | Estados Unidos |  |  |

| 11 de junio | Escocia A | 27 – 24 | Argentina XV |  |  |

| 14 de junio | Argentina XV | 17 – 16 | Canadá |  |  |

### Quinto puesto
| 21 de junio | Estados Unidos | 10 – 26 | Canadá |  |  |

### Tercer puesto
| 21 de junio | Argentina XV | 8 – 33 | Irlanda A |  |  |

## Final
| 21 de junio | England Saxons | 36 - 19 | Escocia A |  |  |